# Жеглица
Жеглѝца е село в Северозападна България. То се намира в община Видин, област Видин.

## География
Селото се намира на 4 километра от река Дунав. Има много красива гора и прекрасна гледка. Северозападно от селото преминават железопътната линия Мездра-Видин и Републикански път I-1 (Видин-София-Кулата).

## История
Податките говорят за много старо село и местните жители приписват посочените находки и най-вече мястото около извора като първо поселение на с. Жеглица. По неизвестни причини жителите напускат това място и се настаняват върху двете тераси на склона Селището (ЮИ, 3). Тук селото се дели на Горно село и Долно село, но запазва общото име Жеглица. Там наблизо минавал пътят Лом – Видин. Освен градовете покрай Дунав, този път свързвал и стражевите постове на брега, поради което турски военни лица често „гостували", притеснявали жителите и правели живота им несигурен. За да избегнат насилията, във втората четвърт на XIX в. жегличани заселват сегашното място – полегат склон с югоизточно изложение, затулен тогава от гори и шумаци.
Помни се, че при заселването на това място, селото е брояло 17 къщи. Други твърдят, че това бил броят на дошлите само от Долно селище. Родовете пазели като различен белег принадлежността към Горно селище и долно селище. За стари родове, свързани с далечния живот на селото смятат: Мишовци, Ниновите, Вътовци, Къчовци и др. Начало на нови фамилии поставят пришълци от други места. Преди Освобождението идват: Илия Варзоев от с. Репляна със семейството си – 4 сина и 3 дъщери, Цоновци от Боровица, Държанчани от Държаница, Шумаковци от с. Скеля и др.
Опит да се обясни името Жеглица намираме в Юбилеен сборник „Българското село", С., 1931, с. 98: „Така го нарекли от основаването, тъй като жителите му, както в миналото, така и сега, мъчно се споразумяват по разни въпроси, т.е. теглят на „жегла". Също толкова неприемливо е твърдението за възникването на селото: „Основано е от баба Селима от с. Главановци, вдовица със 7 деца, която напуснала родното си място и тръгнала да им търси препитание, като ги главила овчари при турците във Видин, а тя се заселила на сегашното място на селото, защото било близо до града."
Поради липсата на източници е трудно да определим кога възниква Жеглица. Името му обаче ни дава основание да мислим, че селото има многовековно минало. Жеглица е от старобългарското ,  със значение „горял, изгорял", и вероятно в началото е било двуосновно с първа съставка Жегла (гора)у, т.е. „Изгоряла гора", по-късно втората съставка отпаднала, а първата се развила с топонимичната наставка – ица, като Бойница, Войница и други.
По време на колективизацията в селото е създадено Трудово кооперативно земеделско стопанство „Първи май“, именувано в чест на Деня на труда.

## Население
Преброяване на населението през 2011 г.
Численост и дял на етническите групи според преброяването на населението през 2011 г.:
|                     | Численост | Дял (в %) |
| Общо                | 177       | 100,00    |
| Българи             | 155       | 87,57     |
| Турци               | 0         | 0,00      |
| Цигани              | 19        | 10,73     |
| Други               | 0         | 0,00      |
| Не се самоопределят | 0         | 0,00      |
| Неотговорили        | 2         | 1,12      |